# 欧江岔镇
欧江岔镇，是中华人民共和国湖南省益阳市赫山区下辖的一个乡镇级行政单位。

## 行政区划
欧江岔镇下辖以下地区：
罗湖社区、东团村、高坪村、树塘村、梅塘村、侍莲村、北坪村、金盆村、大闸村、白马村、柏薮村、红洲村、回龙村、莲湖村、长东湖村、龙山村、中心村、黄金村、楠竹村、普济村、望岳村、新沙村、湘莲村和合亿村。